# Ukraiinske, Polohî
Ukraiinske (în ucraineană Українське) este un sat în comuna Injenerne din raionul Polohî, regiunea Zaporijjea, Ucraina.

## Demografie
Componența lingvistică a localității Ukraiinske
     Ucraineană (94,3%)
     Rusă (5,03%)
     Alte limbi (0,68%)
Conform recensământului din 2001, majoritatea populației localității Ukraiinske era vorbitoare de ucraineană (94,3%), existând în minoritate și vorbitori de rusă (5,03%).